# 卢多维科·斯福尔扎
卢多维科·斯福尔扎（義大利語：Ludovico Sforza，1452年7月27日—1508年5月27日），米兰公爵，斯福尔扎家族成员，弗朗切斯科·斯福尔扎一世之子，生於维杰瓦诺，因资助李奥纳多·达芬奇（名畫最後的晚餐因公爵要求而繪成）及其他艺术家而闻名。綽號為「摩爾人路易斯（Lewis the Moor）」，因他名字有一個Maurus（摩魯），音近Moor（摩爾）；再來因為他膚色黝黑，有「摩爾人」的相貌。

## 生平
卢多维科1452年出生于维杰瓦诺，1491年迎娶费拉拉公爵埃尔科莱·德斯特一世之女贝亚特丽斯·德斯特，同时举行婚礼的还有贝亚特丽斯之兄阿方索·德斯特一世和米兰公爵吉安·加莱亚佐·斯福尔扎之妹安娜·斯福尔扎夫妇，婚礼由达芬奇策划。夫婦有兩個兒子存活，先後成為米蘭公爵。
溫文有禮的卢多维科拥有众多的情人，切奇利娅·加莱拉尼是其中最为著名的一个。在卢多维科与贝亚特丽斯结婚的同年，切奇利娅为卢多维科生下一子。切奇利娅还是达芬奇作品《抱银鼠的女子》中的原型。

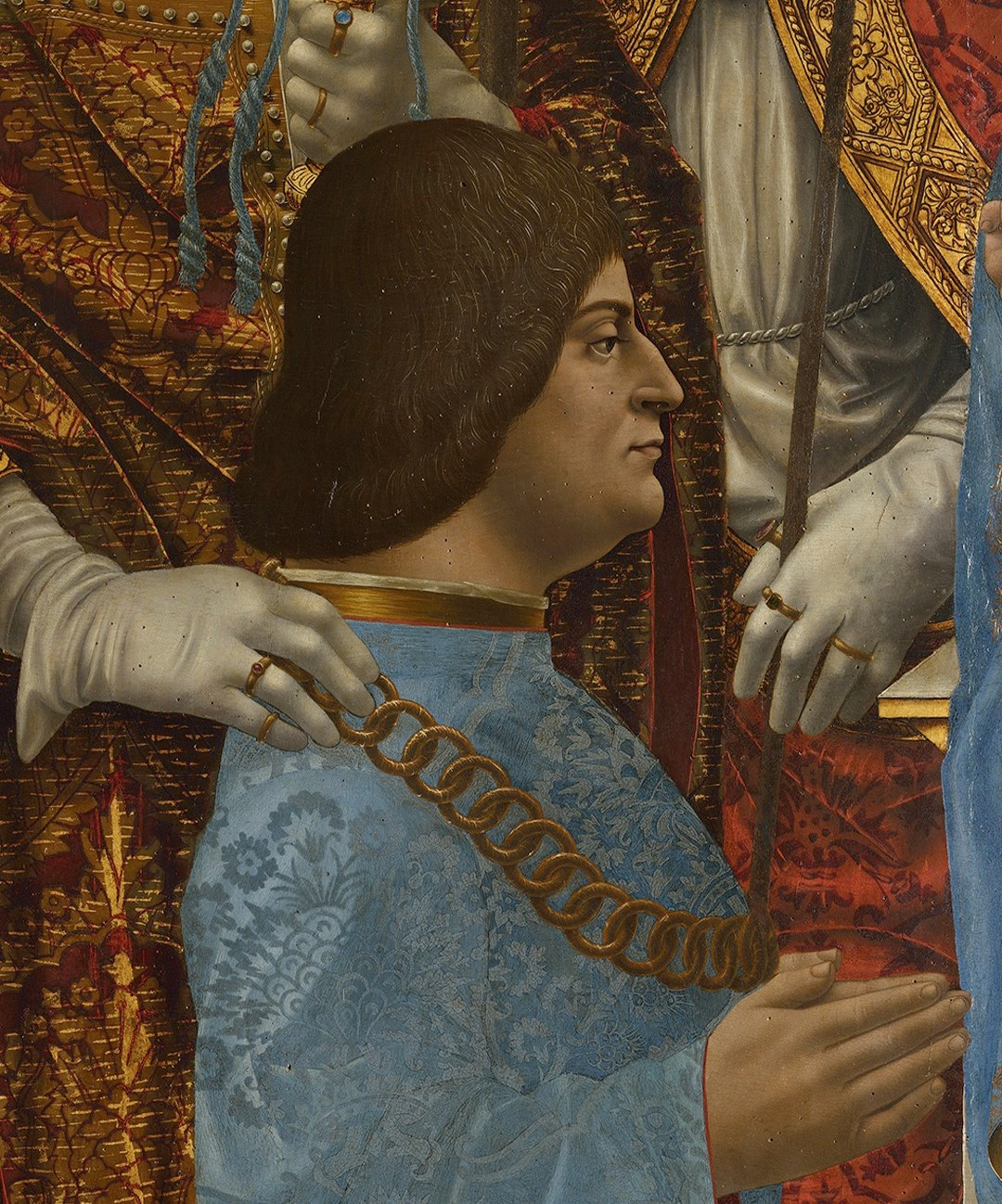
「摩爾人路易斯」著聖服的畫像

1476年，卢多维科的兄长加萊亞佐·马里亚·斯福爾扎遭暗杀身亡，其子吉安·加莱亚佐·斯福尔扎幼年继位。卢多维科趁机夺取了米兰政府的控制权，将七歲的吉安架空。1478年米蘭失去了熱那亞，熱那亞共和國恢復自由，連帶導致卢多维科以政變捕殺了大嫂──薩伏依的博娜（吉安·加莱亚佐·斯福尔扎之母）信賴的監護官西莫內塔，並在1480年將大嫂博娜逼離了米蘭，由自己獨任監護人、攝政，以及「國家的總督」。在卢多维科執政的20年中，米蘭達到了經濟和文化上的巔峰，一方面是因為他的仁慈慷慨、智力過人、機智敏銳、善良開明及高尚的氣質，使其德行被多數人民敬佩，另一方面則因為他有一群出類拔萃的藝術家和學者作為他的幫手和隨從（如達文西和「會計之父」盧卡·帕西奧利），不但將國政治理繁榮，更使他的宮廷成為全歐洲最輝煌燦爛的宮廷，特別是1491年後，他年輕的美女夫人贝亚特丽斯·德斯特（號稱義大利最美麗、最有才藝的公主）成為宮廷歡樂的中心人物，而著名的李奥纳多·达芬奇則是宮廷的頭號天才。
外交上因為害怕鄰近的強大軍力──威尼斯共和國，他與佛羅倫斯的明君──豪華者羅倫佐維持有利的同盟，並不時與那不勒斯王國及教宗國達成友好聯盟，譬如在1482年的費拉拉戰爭中，他派兵幫助費拉拉公爵埃爾科萊一世·埃斯特，一定程度遏止了威尼斯擴張的野心。之後為了阻擋佛羅倫斯和教宗對羅馬涅的滲透，他支持姪女卡特琳娜·斯福爾扎在弗利的政治和軍事行動。他後來又在1485年和羅倫佐共同阻止了教宗與威尼斯意圖顛覆那不勒斯費蘭特國王的計畫；並在1488年重佔熱那亞。
1494年10月，公爵吉安去世（有一半可能是卢多维科下手害死），於是（疑似篡位的）卢多维科继位成公爵。同年，卢多维科鼓动法国国王查理八世和神圣罗马帝国皇帝马克西米利安一世干涉意大利内政，以期借助两者的威势获得尊重。
他借兵法國的主因是那不勒斯國王阿方索在1494年初即位，對盧多維科展現敵意並說服教宗亞歷山大六世共同出兵米蘭，幫助阿方索的女婿吉安（名義上的米蘭公爵）奪取米蘭的實權（因吉安之妻為阿方索的女兒伊莎貝拉公主，伊莎貝拉一直不滿丈夫的叔叔盧多維科架空丈夫的實權，多次勸說父親阿方索出兵米蘭），加上1492年盧多維科的好友兼協調人豪華者羅倫佐過世，義大利諸國的政治折衝頓失中心，遂使盧多維科不顧一切與法國結盟，讓3.5萬法軍在1494年成功南下，推翻阿方索在那不勒斯的王位，開啟了禍亂60年的義大利戰爭。但盧多維科雖然是當代最狡猾詭詐的外交家之一，卻不足以讓他免去法國、西班牙大軍翻臉無情的進攻。很快地，事态发展並不如预期，在发现其爵位受到法国威胁后，卢多维科将其侄女比安卡·玛丽亚·斯福尔扎嫁给马克西米利安一世，並給予豐厚的嫁妝共40萬杜卡特金幣（解救了馬克西米利安燃眉之急的財政困難），以获得后者的支持。於是義大利諸邦大多團結起來抵制法軍，並在西班牙、神聖羅馬的支持下於1495年將法軍趕出義大利。

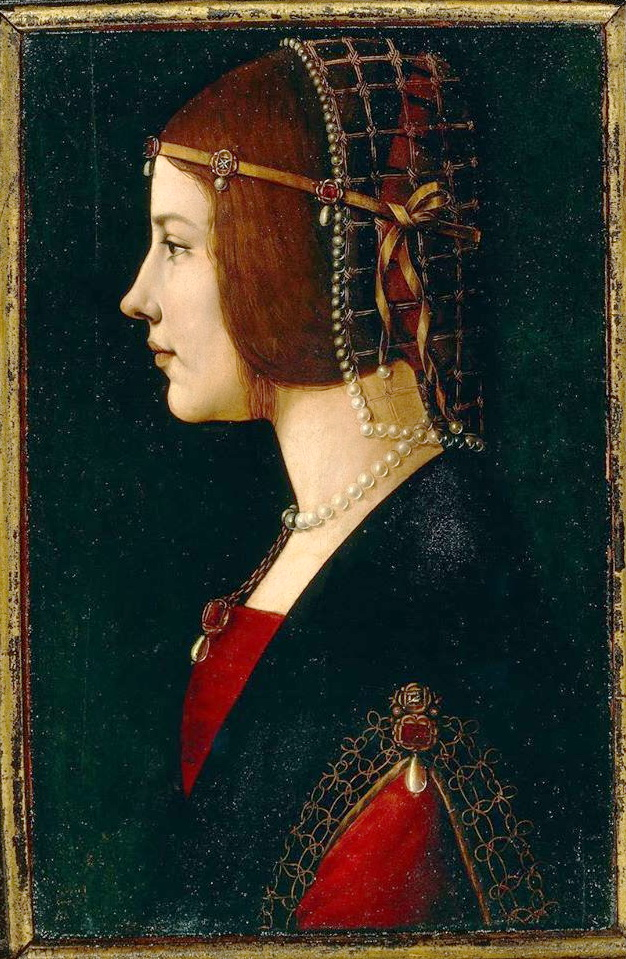
絕世美女、公爵夫人贝亚特丽切的画像，由乔瓦尼·安布罗焦·德普雷迪斯和莱奥纳尔多·达芬奇共同创作

1499年，卢多维科被法国国王路易十二（結合威尼斯共同入侵米蘭）驱赶出米兰。1500年，路易十二包围了卢多维科占据的诺瓦拉。交战双方军队中都有瑞士雇佣兵，他们不愿互相残杀而选择了逃跑，卢多维科被交给法国監禁，1508年在洛什城堡的監獄中去世。米兰公爵爵位由路易十二继承。
1513年，在瑞士人的支持下，卢多维科的儿子马克西米利安·斯福尔扎重新继承爵位。卢多维科的另一个儿子法蘭西斯科二世·斯福爾扎后来同样成为米兰公爵。

## 評價
19世紀之前，史學界多被馬基維利的論點主導，嚴厲抨擊盧多維科引法軍開啟義大利戰爭的行為是引狼入室，將繁榮的義大利帶入毀滅和痛苦的衰落期，評價他是一目光短淺、自私自利的負面人物；這種看法後來逐漸被史家修正，而將他放在文藝復興的風氣與貢獻上給予正面評價。如同19世紀極受推崇的義大利史家Girolamo·Tireboschi所說：「假如我們單從他（盧多維科）以高薪顯職從義大利各地引進無數學識之士，一同薈萃米蘭；如果我們再回想他延聘的那麼多名建築師和畫家，使米蘭的音樂、美術、建築達到登峰造極的光輝，譬如建築宏偉的帕維亞大學，以及他苦心在米蘭開設的各種科學學校等；再加上各國學者對他生動壯麗的歌頌與當代書信為佐證，他都算得上是（米蘭）歷史上最好的一位君主。」